# Cryptanura hyalina
Cryptanura hyalina là một loài tò vò trong họ Ichneumonidae.